# Kehinde Vaughan
Kehinde Vaughan (* 19. Dezember 1961 in Nigeria) ist eine nigerianische Sprinterin. Sie nahm an den Olympischen Spielen 1980 und 1988 teil und wurde Afrikameisterin in der Disziplin 400-m-Lauf.

## Leben
Vaughan lief bei den Afrikaspielen 1978 in Algier die 400 m in 53,86 Sekunden und gewann vor Ruth Kyalisima aus Uganda und Georgina Aidou aus Ghana die Goldmedaille. Im Wettbewerb um die 200-m-Strecke lief sie mit 23,70 Sekunden die zweitbeste Zeit und gewann damit die Silbermedaille.
Sie nahm an den Olympischen Sommerspielen 1980 in Moskau in der Disziplin Leichtathletik – 4 × 400 m (Frauen) teil. In dieser Staffel lief sie mit Gloria Ayanlaja, Asele Woy und Mary Akinyemi im Vorlauf 2 zusammen eine Zeit von 3:36,0 min und kam über die Vorrunde nicht hinaus. Im Wettbewerb Leichtathletik – 400 m (Frauen) erreichte sie im Vorlauf 1 mit einer Zeit von 53,54 Sekunden den 7. Platz kam nicht weiter.
Bei den Leichtathletik-Afrikameisterschaften 1985 in Kairo lief sie die 400-m-Strecke in 53,33 Sekunden und holte sich damit die Goldmedaille. Ihre Beteiligung am Leichtathletik-Weltcup 1985 beim 400-m-Lauf brachte ihr mit 53,16 Sekunden nur den 8. Platz. Im Wettbewerb des 400-m-Laufes bei den Leichtathletik-Hallenweltmeisterschaften 1987 in Indianapolis lief Vaughan eine Zeit von 56,72 Sekunden. In der Gesamtwertung kaum sie damit auf den 16. Platz.
Vaughan nahm auch an den Olympischen Sommerspielen 1988 in Seoul teil, im Wettbewerb Leichtathletik – 4 × 400 m (Frauen). In der Staffel lief sie zusammen mit Falilat Ogunkoya, Airat Bakare und Mary Onyali eine Zeit von 3:30,21 min im Vorlauf 1. Dies reichte nicht, um in die nächste Runde zu kommen.

## Persönliche Bestleistung
- 400-m-Lauf: 52,96 (1988)[2]